# Сабрина (фильм, 1995)
«Сабри́на» — американская романтическая комедия 1995 года с Харрисоном Фордом и Джулией Ормонд в главных ролях. Вольный ремейк одноимённого фильма Билли Уайлдера (1954), в основу которого легла пьеса Сэмюэля Тейлора.

## Сюжет
Действия фильма начинаются в поместье семьи Лэрраби на Лонг Айленд во время одного из их приёмов. Семья состоит из трёх человек: вдовы Мод (Нэнси Маршан) и двух её сыновей - Лайнуса (Харрисон Форд) и Дэвида (Грег Киннир). Лайнус, старший сын, трудоголик до мозга костей, использует приёмы для деловых переговоров и заключения сделок. Дэвид - полная противоположность брату, у него есть своеобразная традиция: на каждом приёме он знакомится с новой девушкой, берёт шампанское, кладёт бокалы в задние карманы костюма, и уединяется с новой пассией в зимнем саду. 
За всем этим со своего дерева наблюдает Сабрина Фэйрчайлд (Джулия Ормонд), дочка шофёра семьи. Она с детства влюблена в Дэвида и мечтает хотя бы раз оказаться на месте его очередной «любви на всю жизнь». Мужчина же относится с неказистой девчушке, как к пустому месту. Отец Сабрины недоволен увлечением дочери и очень рад её скорому отъезду на работу в Париж. Девушка же, напившись, решает признаться Дэвиду в своих чувствах. Но ее объяснения случайно слышит Лайнус. Поняв, что ошиблась, Сабрина в панике убегает.
В Париже у Сабрины не всё складывается гладко: она не знает языка и постоянно попадает в неловкие ситуации. Тем не менее, со временем, она заводит новых друзей и увлекается фотографией. В Нью-Йорке тоже грядут перемены: Дэвид собирается жениться. Лайнус счастлив, ведь Элизабет (невеста брата) - не только ответственная и серьёзная девушка, но и дочь влиятельного человека, с которым теперь можно заключить очень выгодную сделку. Однако, стоит Сабрине вернуться, как всё идёт наперекосяк: Дэвид видит похорошевшую и повзрослевшую Сабрину и, пользуясь отсутствием невесты (Лорен Холли) в городе, приглашает героиню на предстоящий приём. На самом вечере Мод, Лайнус, а также родители Элизабет замечают флирт между молодыми людьми. Когда Сабрина уходит в зимний сад, Лайнус пытается вразумить брата, объясняя, что девушка влюблена не в него, а в образ красивого и богатого принца, который она же сама и придумала в своей голове. Однако, Дэвид уже решительно настроен разорвать помолвку, потому что влюблён в Сабрину. Тогда Лайнус обманом сажает брата на бокалы и, пока тому оказывают помощь, идёт к Сабрине. Он предлагает ей деньги и даже пытается соблазнить, пытаясь переключить внимание на себя (он же тоже богатый и галантный). Девушка же даёт ему пощёчину и отказывается от денег. Тогда Лайнус придумывает более изощрённый план: не просто переключить внимание Сабрины, а влюбить ее в себя, затем увезти ее в Париж, дождаться свадьбы брата, а потом бросить девушку там. Также, мужчина просит врачей давать Дэвиду сильнодействующие снотворные и обезболивающие препараты, чтобы тот не смог отменить помолвку с Элизабет. 
Лайнус просит Сабрину полететь с ним в дом на Мартас-Винъярд, чтобы сделать фотографии дома для его дальнейшей продажи. Во время путешествия Сабрина рассказывает Лайнусу о том, что её назвали в честь героини одного стихотворения - русалки, которая спасла девушку от злой судьбы. Пара прекрасно проводит время в доме, потом катается по городу на велосипеде и ужинает на пляже. Мужчина спрашивает спутницу о Париже, а также жалуется, что Дэвид думает только о развлечениях и никак не участвует в работе семейной корпорации. По возвращении в город, Лайнус просит Сабрину привезти готовые фотографии в его офис. Сабрина говорит Лайнусу, что кроме работы в его жизни больше ничего нет. Именно поэтому Дэвид и перестал ходить в офис - он там просто не нужен, всё делает старший брат. Это заставляет Лайнуса задуматься.
На следующий день Сабрина приносит Лайнусу готовые фотографии, а тот говорит, что решил разнообразить свою жизнь, и приглашает девушку в ресторан. За ужином они по настоящему открываются друг другу, говорят о жизни и о выборе жизненного пути. Лайнус чувствует, что по-настоящему влюбляется. Когда пара возвращается домой, их встречает Дэвид. Разговаривая с ним наедине, Сабрина спрашивает у него, что будет после того, как они проведут время в зимнем саду? Дэвид не знает, что на это ответить. Девушка понимает, что её влечёт к Лайнусу, и считает это нечестным по отношению к Дэвиду. Она решает прекратить всякое общение со старшим из братьев. 
Лайнус говорит матери, что всё идёт по плану: Сабрина влюбилась и уедет с ним, а Дэвид вернётся к невесте. Мод интересуется дальнейшей судьбой Сабрины, она не хочет, чтобы девушка стала несчастной. Лайнус говорит, что Сабрина повзрослеет, и женщина разочарованно уходит. Вечером в кабинет приходит Сабрина, она хочет объясниться с мужчиной и прекратить любое общение. Лайнус говорит, что хочет начать жизнь с чистого листа, предлагает лететь с ним в Париж и целует девушку. Сабрина не может поверить своему счастью, она готова ехать с любимым куда угодно. Но, Лайнус понимает, что не может так поступить и рассказывает правду, также, он говорит, что в Париже на её имя куплена квартира и открыт счёт в банке. Сабрина отказывается от всего, просит дать ей только билет на самолёт. Она улетит одна. Дома девушка прощается с Дэвидом и говорит, что выиграла билет в Париж. Правда, Дэвид понимает, что без старшего брата здесь не обошлось. 
Утром Лайнус просит секретаря (Дана Айви) остановить подготовку договора с Тайсонами и перебронировать его билет на имя брата. Дэвиду он говорит, что отменит сделку и помолвку, Сабрина не должна лететь одна: она всю жизнь любила только Дэвида, а «чувства» к Лайнусу — просто ошибка. Дэвид понимает, что брат влюбился, он всё рассказывает невесте. Вместе они помогают Лайнусу осознать свои чувства и отправляют его за любимой. Дэвид занимает место брата в семейной корпорации. Мужчина находит Сабрину в Париже и признается ей в любви. Сабрина прощает Лайнуса, они счастливы.

## В ролях
- Харрисон Форд — Лайнус Лэрраби
- Джулия Ормонд — Сабрина Фэйрчайлд
- Грег Киннир — Дэвид Лэрраби
- Нэнси Маршан — Мод Лэрраби
- Джон Вуд — Томас Фэйрчайлд
- Ричард Кренна — Патрик Тайсон
- Энджи Дикинсон — Ингрид Тайсон
- Лорен Холли — Элизабет Тайсон
- Дана Айви — Мэг
- Фанни Ардан — Ирэн
- Патрик Брюэль — Луи
- Валери Лемерсье — Мартина
- Дж. Смит-Камерон — Кэрол
- Инес Састр — модель